# Dance of the Clairvoyants
«Dance of the Clairvoyants» es una canción de la banda estadounidense de rock alternativo Pearl Jam . La canción fue lanzada el 22 de enero de 2020, como el sencillo principal de su undécimo álbum de estudio, Gigaton (2020).  Un video musical acompañante fue lanzado el mismo día.  La letra fue escrita por Eddie Vedder y la música fue escrita por los cinco miembros de la banda.

## Fondo
El bajista de la banda, Jeff Ament , dijo de la canción:

«Dance» fue una tormenta perfecta de experimentación y colaboración real, mezclando la instrumentación y construyendo una gran canción, y Ed escribiendo algunas de mis palabras favoritas todavía, en torno al patrón de batería asesino de Matt . ¿ Mencioné la guitarra loca de Mike ? parte y que Stone está tocando el bajo en este? Hemos abierto nuevas puertas creativamente y eso es emocionante.

## Lanzamiento y recepción
Una muestra de 15 segundos de «Dance of the Clairvoyants» se publicó en las redes sociales de Pearl Jam el 21 de enero de 2020.  La canción completa se lanzó por transmisión y descarga a las 12:00 a. m., hora del Este, el 22 de enero de 2020.
«Dance of the Clairvoyants» se ha observado como una evolución del sonido de la banda, ya que hay más influencia electrónica en la canción que las canciones anteriores de Pearl Jam.

## Video musical
Un video musical titulado «Dance of the Clairvoyants (Mach I)» fue lanzado en el canal oficial de YouTube de la banda el 22 de enero de 2020.  Fue dirigido por Joel Edwards, producido por Evolve Studios con imágenes de Filmsupply.  Un segundo video musical con la banda titulado «Dance of the Clairvoyants (Mach II)» fue dirigido por Ryan Cory y fue lanzado el 29 de enero de 2020.
El 7 de febrero de 2020, Pearl Jam lanzó un tercer video titulado «Dance of the Clairvoyants (Mach III)». Este video fue presentado por la banda como su primer video oficial en siete años.

## Elenco
- Jeff Ament - Guitarra Y Teclado
- Matt Cameron - Batería, Percusión, Pad De Batería Y Programación De Batería
- Stone Gossard - Guitarra, Bajo
- Mike Mcready - Guitarra, Percusión
- Eddie Vedder - Voz